# Françoise de Brézé
Françoise de Brézé (vers 1515 - 14 octobre 1577 à l’abbaye Saint-Yved de Braine), fille de Diane de Poitiers, favorite du roi de France Henri II, est une noble dame française de la Renaissance, issue de l'illustre maison de Brézé. Elle est duchesse de Bouillon, comtesse de Maulévrier et de Messincourt, baronne de Mauny et de Sérignan, et dame de Bréval.

## Biographie
Fille de Louis de Brézé, petit-fils de Charles VII et d'Agnès Sorel, grand sénéchal de Normandie, et de son épouse Diane de Poitiers, Françoise de Brézé est mariée, le 19 janvier 1538, en la chapelle du Louvre à Paris, à Robert IV de La Marck, duc de Bouillon, prince de Sedan et Raucourt, comte de Braine, fils de Robert III de La Marck et de Guillemette de Sarrebruck, dame d'honneur de la reine et gouvernante des filles de France.
Son époux a veillé à consolider la principauté de Sedan par de patientes acquisitions et s'est montré fidèle au roi de France. Fait prisonnier en 1553 par les troupes de Charles Quint, il meurt en 1556, libéré depuis quelques jours à peine d'une rude captivité, et après avoir été probablement empoisonné.
Fin 1552, il semble que Françoise passe au château de Mauny. Elle exerce la régence à Sedan, après la mort de son époux en 1556, et dans l'attente de la majorité de leur fils aîné. Elle se montre bonne administratrice, avec des comptes équilibrés. C'est sous sa régence qu'est édifié l'hospice de Sedan et construite la rue Neuve de l'Horloge, toujours à Sedan. Cette rue, la première rue pavée de la ville, a gardé de nos jours le même tracé qu'à l'époque.
Françoise de Brézé et Robert IV de La Marck ont eu neuf enfants :
- Henri-Robert de La Marck (1540-1574), duc de Bouillon et prince de Sedan,
- Charles-Robert de La Marck (1541-1622), comte de Maulévrier et de Braine,
- Christian, mort jeune,
- Antoinette de La Marck (1542-1591) épouse d'Henri Ier de Montmorency,
- Guillemette (1543-1544),
- Diane de La Marck (1544-1622), elle épouse Jacques de Clèves, duc de Nevers et comte de Rethel, puis Henri Antoine de Clermont, fils de sa tante Françoise de Poitiers, et enfin Jean Babou, comte de Sagonne, seigneur de La Bourdaisière, fils de Jean Babou,
- Guillemette de La Marck (1545-1592), épouse de Jean de Luxembourg-Ligny, comte de Brienne, grand-mère de Louise de Béon, comtesse de Brienne : d'où les Loménie de Brienne,
- Françoise (1547-1608) abbesse de l'abbaye Saint-Pierre d'Avenay[8],
- Catherine (1548-1630) dame de Bréval, épouse Jacques de Harlay, seigneur de Champvallon.

En 1577, Françoise de Brézé est inhumée en la nécropole familiale de sa belle-mère, la nécropole des comtes de Dreux, en l'église abbatiale Saint-Yved de Braine.

## Postérité
Elle figure en 2022 dans une exposition intitulée Renaissance des femmes, organisée par le château de Blois, et consacrée aux « femmes puissantes de la Renaissance, effacées de l’histoire ».

### Sources
- Pierre Congar, Jean Lecaillon et Jacques Rousseau, Sedan et le pays sedanais, vingt siècles d’histoire, Éditions F.E.R.N., 1969, 577 p..
- Alain Sartelet, La Principauté de Sedan, Charleville-Mézières, Éditions Terres Ardennaises, 1991, 180 p. (ISBN 2-905339-17-9), p. 11-12.